# Missionary Church
Missionary Church är ett evangelikalt trossamfund med rötter i anabaptism och amerikansk helgelserörelse.
Den 15 maj 1874 bildades Reforming Mennonite Society (RFM), vid ett möte i Berlin, Ontario av representanter från församlingar med sammanlagt 400 medlemmar, ledda av fem predikanter som uteslutits ur Mennonitkyrkan.
Den 23 mars 1875 hölls ett möte i Bloomingdale, Ontario där RFM  gick ihop med en jämnstor, likasinnad grupp; New Mennonite Church of Canada West och bildade United Mennonites of Canada, Michigan, Indiana och Ohio.
Den 6 november 1879 var det dags för ytterligare en fusion. I Upper Milford, Lehigh County, Pennsylvania gick United Mennonites samman med Evangelische Mennoniten Gemeinschaft von Ost Pennsylvanien (grundad 1858) och bildade Evangelical United Mennonites (EUM).
Den 29 december 1883 gick EUM i sin tur ihop med en grupp River Brethren i Ohio som bildats av John Swank och bildade Mennonite Brethren in Christ (MBC). MBC bestod vid bildandet av 37 församlingar med 2 000 medlemmar, fördelade på tre distrikt: Pennsylvania (lett av äldste William Gehman), Ontario (Solomon Eby) och Indiana-Ohio-Michigan (Daniel Brenneman).
1947 skedde en splittring inom MBC, som då hade drygt 13 000 medlemmar. Majoriteten beslutade vid konferensen den 3 november att fortsätta verka under namnet United Missionary Church (UMC). Pennsylvaniadistriktet (med 4 000 medlemmar) beslutade att fortsätta på egen hand under namnet Mennonite Brethren in Christ Church of Pennsylvania (sedan 1959 Bible Fellowship Church).
1969 gick UMC ihop med Missionary Church Association (bildad 1898 av tidigare pastorer i Defenseless Mennonite Church) och bildade Missionary Church (MC).
1987 delades MC i två: en amerikansk och en kanadensisk kyrka.
Missionary Church of Canada gick 1993 ihop med Evangelical Church of Canada (ECC) och bildade Evangelical Missionary Church of Canada.
Kyrkan i USA och olika missionsländer fortsätter att verka under namnet Missionary Church. Man har över 700 000 medlemmar, i 15 000 församlingar i 22 länder.

### Fotnoter
1. ↑  ”History of the Missionary Church”. Arkiverad från originalet den 1 januari 2015. https://web.archive.org/web/20150101215744/http://www.mcusa.org/AboutMC/History.aspx. Läst 4 januari 2015.